# Julián Martínez
Julián Martínez (Buenos Aires, 9 de enero de 1807 - Rosario, 9 de febrero de 1868) fue un militar argentino que participó en las guerras civiles argentinas, llegando al grado de teniente coronel y ejerciendo el cargo de ministro de Guerra interino durante la guerra del Paraguay.

## Inicios
Hijo del brigadier general Enrique Martínez, se enroló en el ejército en 1821. Al estallar la guerra del Brasil, participó en toda la campaña contra el Imperio y luchó en Ituzaingó y Camacuá.
En 1829 participó en la invasión de la provincia de Córdoba a  órdenes del general José María Paz y combatió en las batallas de San Roque y La Tablada. Pero abandonó las filas de los unitarios y regresó a Buenos Aires, desde donde participó – a órdenes de su padre, jefe de Estado Mayor – en la campaña del año 1831 contra el ejército del propio Paz.
De regreso, pasó una larga y peligrosa enfermedad, que lo tuvo postrado más de seis meses.

## El exilio en el Uruguay
En 1833 fue ascendido a teniente coronel por el gobernador Juan Ramón Balcarce, del cual era ministro su padre. Cuando la política de don Enrique fue desbaratada por la Revolución de los Restauradores, fue licenciado, hasta ser pasado a retiro militar dos años más tarde.
Emigró a Montevideo, donde sirvió a órdenes del presidente Manuel Oribe contra la  primera revolución de Fructuoso Rivera. Pero, en el año 1838, padre e hijo se unieron a Rivera, y lucharon en la decisiva victoria de Palmar. Al año siguiente combatió en la batalla de Cagancha como jefe de la parte principal de la artillería de Rivera.
Permaneció en las filas de Rivera en distintos departamentos del Uruguay, hasta después de la derrota de sus fuerzas en la batalla de Arroyo Grande. A órdenes del general Paz, luchó contra las fuerzas de Oribe durante el sitio de Montevideo, como jefe de la artillería. En 1845, cuando la isla Martín García fue capturada por los franceses, se le encargó el comando de la misma. En la práctica, estaba subordinado a la autoridad del comandante naval francés.

## El Estado de Buenos Aires
En 1851 se unió al Ejército Grande del general Urquiza, y participó en la batalla de Caseros como jefe de jefe de Estado Mayor de la división uruguaya. Regresó a Montevideo, donde vivía su familia, pero volvió a Buenos Aires después de la revolución del 11 de septiembre de 1852. Fue comandante de San Nicolás de los Arroyos y participó en la defensa de la capital contra el sitio que le impusieron Urquiza e Hilario Lagos, como comandante del parque de artillería.
En cuanto se levantó el sitio fue ascendido a coronel y enviado como uno de los jefes que debían poner en defensa la frontera sur del Estado de Buenos Aires contra los indígenas, como jefe del departamento militar de Dolores; poco después fue trasladado a Azul. Fue uno de los responsables del reinicio de las hostilidades con los indígenas, por haber suspendido el pago de raciones a éstos y por diversos insultos proferidos a sus caciques.
Fue comandante de armas de la provincia por un tiempo, y participó de la campaña de Bartolomé Mitre contra los indígenas, que terminó en el desastre de Sierra Chica. Poco después fue reemplazado en la comandancia de armas por su propio padre.
Cuando estalló la guerra que culminó en la batalla de Cepeda, quedó a cargo del ejército de reserva. Tras la derrota porteña, fue el encargado de poner a la ciudad de Buenos Aires en condiciones de resistir un nuevo sitio. Tras la firma del Pacto de San José de Flores, quedó al mando de la frontera del centro, con sede en Mercedes, y luego de la del norte, con sede en Rojas.
Regresó a Buenos Aires para ponerse al mando del parque de artillería durante la campaña de la batalla de Pavón. Permaneció en ese cargo durante los años siguientes. Desde 1862 fue, también, senador nacional por la provincia de Buenos Aires.

## Ministro de Guerra
El 6 de agosto de 1865 fue nombrado ministro de guerra interino por Mitre, reemplazando al titular, general Gelly y Obes, que había marchado al frente de la guerra del Paraguay. Se dedicó casi exclusivamente a proveer al ejército de soldados y de armamentos, alimentos y uniformes. Fue involucrado en una gran cantidad de negociados con provisiones, dado que los proveedores del ejército se dedicaron a la especulación a costa de las necesidades militares.
En abril de 1866 fue el candidato del presidente Mitre a gobernador de la provincia de Buenos Aires, pero fue vencido por un candidato opositor con mucha personalidad, Adolfo Alsina.
En noviembre de ese año se trasladó al interior del país, a reprimir la sublevación de los últimos federales del noroeste y Cuyo, iniciada con la Revolución de los Colorados. Su marcha fue muy lenta, y sólo al llegar a Río Cuarto unió las fuerzas venidas del Paraguay a las que había sacado de la frontera, dejándolas en manos del general Wenceslao Paunero, cuyo subordinado José Miguel Arredondo venció a Juan Saá en la batalla de San Ignacio. Dado que la mayor parte de los rebeldes se dispersaron, regresó a Buenos Aires. En julio de 1867 fue ascendido a general.
Poco tiempo después volvió a salir hacia el interior, para coordinar las acciones de las fuerzas de Paunero, Arredondo y del caudillo santiagueño Antonino Taboada. Cuando estaba establecido en Córdoba, en agosto, estalló la revolución federal de Simón Luengo. Fue tomado prisionero, pero liberado doce días más tarde, por el avance de las fuerzas nacionales al mando de Emilio Conesa.
Renunció al ministerio el 6 de noviembre de 1867 y fue reemplazado por Paunero. Enseguida reemplazó a éste como general en jefe del Ejército del Interior – es decir, el encargado de reprimir alzamientos opositores – aunque no llegó a asumir el cargo en forma efectiva.
Falleció el 9 de febrero de 1868 en Rosario por fiebre tifoidea. Estaba casado con Carolina Lerena. Uno de sus hijos, también llamado Julián, fue diputado nacional y como coronel del Ejército Argentino luchó en la guerra de la Triple Alianza y en varias de las guerras civiles de su país, especialmente en la revolución de 1880.